# Drak letadla

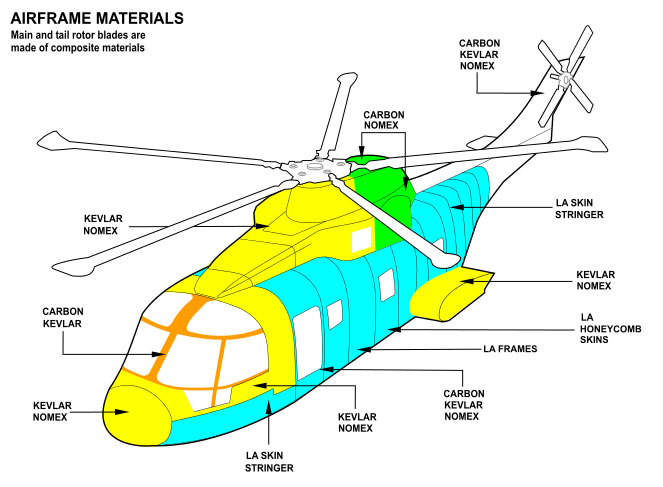
Drak vrtulníku Leonardo AW101

Drak letadla tvoří nepostradatelné pevné části konstrukce letadla, které jsou nezbytné k uskutečnění letu: trup, nosné plochy (křídlo), ocasní plochy (SOP, VOP), podvozek a soustava řízení. Mezi součásti draku letadla nepatří motory, přístrojové vybavení nebo vybavení interiéru.